# Gawejki (okręg wileński)
Gawejki (lit. Gaveikiai) – wieś na Litwie, w okręgu wileńskim, w rejonie wileńskim, w gminie Podbrzezie, nad Jeziorem Gawejskim.

## Historia
Pod zaborami folwark; w II Rzeczypospolitej folwark i zaścianek. W XIX i w początkach XX w. położone były w Rosji, w guberni wileńskiej, w powiecie wileńskim. Po I wojnie światowej pod administracją polską, w Zarządzie Cywilnym Ziem Wschodnich. W latach 1920–1922 w składzie Litwy Środkowej.
Od 11 kwietnia 1922 leżały w Polsce, w województwie wileńskim, w powiecie wileńsko-trockim, w gminie Podbrzezie. W 1931 miejscowość liczyła:
- folwark – 54 mieszkańców, zamieszkałych w 3 budynkach[3].
- zaścianek – 5 mieszkańców, zamieszkałych w 1 budynku[3].

Gawejki położone były wówczas przy granicy z Litwą. Znajdowała się tu strażnica KOP „Gawejki”. W 1935 ziemia z Gawejek, wraz z ziemią z pięciu innych miejscowości ze strażnicami KOP broniącymi granicy polsko-litewskiej, została przesłana na usypanie Kopca Józefa Piłsudskiego w Krakowie.
Po II wojnie światowej w granicach Związku Sowieckiego. Od 1991 na niepodległej Litwie.

## Podział miejscowości
Wieś Gawejki, położona na północ od folwarku, po wytyczeniu granicy pomiędzy Litwą Środkową a Litwą kowieńską, znalazła się na Litwie kowieńskiej. Odrębność administracyjna obu Gawejek utrzymała się do dziś – dawna granica państwowa w okolicy Gawajek jest współcześnie granicą okręgów.